# 林麗薇
林麗薇（英語：May Lam， 1973年5月7日—），1993年香港小姐亞軍，當年冠軍是備受爭議的莫可欣，季軍是余少寶，最受傳播媒介歡迎獎和最具演藝潛質獎的得主是後來無綫力捧的花旦郭可盈，另一五強佳麗也是無綫力捧的花旦陳妙瑛，落選的還有大熱之一的陳皓妍和麥家琪。

## 參選港姐
林麗薇早年就讀路德會西門英才中學，參選香港小姐時為中七學生，志向是繼續學業，參選期間，和其他佳麗關係良好。當選後只拍過一部CATWALK俏佳人，此劇是無綫為93年港姐拍攝的，93年的參選佳麗均有角色，麥家琪和郭可盈是主角，林麗薇和陳妙瑛在此劇中戲份也不少，當年冠軍莫可欣和季軍余少寶都只有走秀的戲份。林麗薇和當年季軍余少寶卸任後，都沒有進入娛樂圈發展。當年冠軍莫可欣在娛樂圈發展也不順利，不受TVB重用。林麗薇在1993年港姐任期裡客串電影《金枝玉葉》。

## 個人事業
林麗薇卸任後便赴美國升學，主修經濟學。年前回港並成為一位投資顧問，經常也有參加慧妍雅集活動，現在一家保險公司任職。
2002年無綫開播的系列節目港姐光輝三十年裡，林麗薇曾經接受主持人王賢誌的訪問。2009年無綫另一節目美麗盛放，林麗薇也接受了此節目座談，向人們介紹自己淡出娛樂圈後也能有所成就。
2010年8月1日，林麗薇、羅錦如、王愛倫、陳法蓉、梁小冰等老牌港姐作為港姐嘉賓代表團出席本次港姐競選大會。

## 過往軼事
林麗薇與中學同窗區淑貞的星途一樣，1993年她參選港姐時20歲，與此同時對方也參選競爭對手亞視舉辦的亞姐並奪得冠軍。由於兩家電視台資源錯配，TVB力捧郭可盈和陳妙瑛，亞視則力捧王薇，特此她和區淑貞卸任後轉行。

## 演出作品

### 電視劇（無綫電視）
| 首播   | 劇名          | 角色         |
| 1994年 | CATWALK俏佳人 | 林麗薇 (May) |

### 電影
| 首播   | 劇名     | 角色     |
| 1994年 | 金枝玉葉 | 玫瑰雀友 |
| 1995年 | 鬼巴士   |          |

| 前任： 劉殷伶 | 香港小姐競選亞軍 1993年 | 繼任： 活麗明 |

1. ↑  . 晴報. 2021-12-04  [2022-06-19]. （原始内容存档于2022-06-19）.
2. ↑  . 香港01. 2022-04-16  [2022-06-19].
3. ↑  . 東網. 2022-06-19  [2022-06-19]. （原始内容存档于2022-06-19）.